# ادوارد پلات
ادوارد پلات (انگلیسی: Edward Platt؛ ۱۴ فوریهٔ ۱۹۱۶ – ۱۹ مارس ۱۹۷۴) یک هنرپیشه اهل ایالات متحده آمریکا بود.
از فیلم‌ها یا برنامه‌های تلویزیونی که وی در آن نقش داشته است می‌توان به شمال با نورث‌وست، شورش بی‌دلیل، عمر خیام، غیرقانونی و لباس پاره‌پوره اشاره کرد.